# Marcel Lépée
Pour les articles homonymes, voir Lépée.
Marcel Lépée né le 2 octobre 1888 à Murat (Allier) et mort le 29 octobre 1951 à Moulins, est un philosophe et hispaniste français.

## Biographie
Philosophe de formation, il fit ses études de philosophie et de théologie au grand séminaire Moulins. De 1905 à 1911, il accomplit son service militaire comme officier d’intendance. Le 29 juin 1913, Marcel Lépée est ordonné prêtre par son évêque Monseigneur Penon. En 1914, il est mobilisé, il s’occupera notamment de la gestion de la nourriture au Camp de Salonique. À son retour de la première guerre son évêque l'envoie à Lyon, préparer sa licence de philosophie et rédige son mémoire de fin d'étude sur Sainte Thérèse d'Avila : le réalisme chrétien sous la direction de  Jacques Chevalier. Il en tira en 1947 une thèse pour la Sorbonne. Bañez et sainte Thérèse sera sa thèse complémentaire pour le doctorat ès-lettres, présentée à la Sorbonne. Il enseigne la philosophie à partir de 1926. En tant que prêtre et éducateur il a été amené à enquêter surtout sur les relations entre la théologie et la mystique des Espagnols du Siècle d'or espagnol, en se concentrant sur l'œuvre de Sainte Thérèse d'Avila. Il dirigea l'Institution du Sacré-Cœur de Moulins de 1936 à 1951, jusqu'à sa mort prématurée en 1951.

## Publications
- Sainte Thérèse Mystique : une divine amitié, Desclée De Brouwer, 1951.
- Báñez et Sainte Thérèse, Paris: Desclée de Brouwer, 1947.
- Sainte Thérèse d'Avila : le réalisme chrétien, Desclée de Brouwer, 1947. Prix Juteau-Duvigneaux de l’Académie française en 1949.